# Densité de vapeur
Le terme densité de vapeur désigne la densité d'une vapeur relative à celle de l'hydrogène. Par définition, c'est :
(Densité de vapeur) = (masse de n molécules du gaz) / masse de n molécules d'hydrogène
Donc :
(Densité de vapeur) = (masse molaire du gaz) / (masse molaire de H2)
(Densité de vapeur) = (masse molaire du gaz) / 2
(Densité de vapeur) = ½ × masse molaire du gaz

## Autre définition
Dans plusieurs sites web, pour des raisons de sécurité, la densité de vapeur est définie à partir de la densité de l'air. La densité relative de l'air est égale à 1. La masse moléculaire de l'air est de 29 masses atomiques, les autres densités de vapeur sont ajustées pour tenir compte de ce facteur. Par exemple, l'acétone a une vapeur de densité de 2 relative à l'air, il est donc deux fois plus dense que l'air.
Cette densité a une incidence sur la sécurité du personnel. En effet, si un conteneur d'acétone fuyait par le haut, le gaz s'écoulerait vers le bas. Si ce gaz était toxique, les personnes pourraient en souffrir. Par ailleurs, l'acétone est inflammable à une certaine concentration. Finalement, si ce gaz s'accumulait dans un sous-sol, les personnes qui y circulent pourrait être asphyxiées.